# Parakanbeusi
Parakanbeusi is een bestuurslaag in het regentschap Lebak van de provincie Banten, Indonesië. Parakanbeusi telt 4215 inwoners (volkstelling 2010).